# Flaming Youth (hudební skupina)
Flaming Youth byla britská rocková skupina existující v letech 1968–1970. Jejími členy byli Ronnie Caryl (baskytara, kytara, zpěv), Gordon Smith (baskytara, kytara, zpěv), Brian Chatton (klávesy, zpěv) a Phil Collins (bicí, zpěv). Vedle několika neúspěšných singlů skupina v říjnu 1969 vydala své jediné studiové album nazvané Ark 2. Rozpadla se v roce 1970 a Collins se stal členem skupiny Genesis.